# Clarin, Misamis Occidental

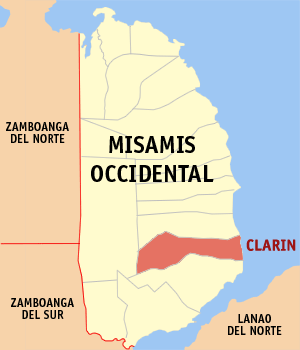
Bản đồ Misamis Occidental với vị trí của Clarin

Clarin là một đô thị hạng 4 ở tỉnh Misamis Occidental, Philippines. Theo điều tra dân số năm 2007, đô thị này có dân số 33.299 người trong 6.817 hộ. Kinh tế địa phương chủ yếu là nông nghiệp và ngư nghiệp.

## Các đơn vị hành chính
Clarin được chia ra 29 barangay.
| - Bernad - Bito-on - Cabunga-an - Canibungan Daku - Canibungan Putol - Canipacan - Dalingap - Dela Paz - Dolores - Gata Daku - Gata Diot - Guba (Ozamis) - Kinangay Norte - Kinangay Sur - Lapasan | - Lupagan - Malibangcao - Masabud - Mialen - Pan-ay - Penacio - Poblacion I - Poblacion II - Poblacion III - Poblacion IV - Segatic Daku - Segatic Diot - Sebasi - Tinacla-an |